# آویو گفن
آویو گفن (به عبری: אביב גפן) (زادهٔ ۱۰ می ۱۹۷۳) خواننده، ترانه‌سرا و نوازندهٔ کیبورد و گیتار اهل اسرائیل است. او فرزند نهویاتان گفن، روزنامه‌نگار و نویسنده مشهور صلح‌طلب اسرائیلی است.
آویو گفن در مدرسهٔ موسیقی جَز و معاصر Rimon تحصیل کرده‌است. آویو گفن در میان جوانان اسرائیلی محبوبیّت زیادی دارد که در دههٔ ۱۹۹۰ میلادی با عنوان «بچه‌های مهتاب» شناخته می‌شدند. بالاترین رکورد تماشاگران کنسرت‌های آویو متعلق به اجرایی‌است که در نوامبر سال ۱۹۹۵ در تل آویو برگزار کرد و ۲۵۰٬۰۰۰ نفر شاهد هنرنمایی او بودند.
او در آثارش به موضوع‌هایی هم‌چون عشق، صلح و البته مرگ، خودکشی، ارتش و امتناع از خدمت می‌پردازد. او یک‌بار به خاطر سرباززدن از خدمت در جرگهٔ نیروهای دفاعی اسرائیل جنجال‌آفرین شد، گرچه به‌طور رسمی شامل معافیت پزشکی شده‌بود.
آویو گفن همراه با استیون ویلسون در سال ۲۰۰۱ گروه بلکفیلد (به انگلیسی: Blackfield) را تأسیس کردند و تا کنون پنج آلبوم را با سبک‌های آرت راک، آلترنتیو راک، پاپ راک منتشر کردند
او در سال ۲۰۰۹ با کمپانی بی‌ام‌جی برای انتشار اولین آلبوم‌اش به زبان انگلیسی قراردادی منعقد کرد.
آویو گفن و شاهین نجفی، ترانه‌ای عبری به نام بوکر توو ایران (صبح بخیر ایران) را با یکدیگر همخوانی کرده‌اند.